# 方璘
方璘（1458年—？），字文玉，號鑑海，福建興化府莆田縣人，軍籍，明朝政治人物。

## 生平
成化十九年（1483年）癸卯科福建鄉試第八十九名舉人。弘治六年（1493年）中式癸丑科會試第二百二十七名，二甲第七名進士。授户部主事，正德四年（1509年）五月，由戶部郎中出為湖廣布政司左參議，七年闰五月升陕西右参政，八年五月调任江西左参政，十一年正月以平强贼徐九龄功，升俸一级，九月升湖廣右布政使，十四年九月升雲南左布政使，致仕卒。

## 家族
曾祖方師授；祖父方仲；父方寬，教授。母洪氏。慈侍下。弟方玠。